# Tomas Nicolin
Tomas Nicolin, född 1954, är en svensk civilekonom och företagsledare i finansbranschen.
Nicolin har studerat vid Handelshögskolan i Stockholm samt har en Masterexamen från MIT.
Han arbetade vid Öhman Fondkommission 1978-1994, varav som verkställande direktör från 1985 till 1994, vid Handelsbanken som chef för asset management 1994-1998, var VD för Tredje AP-fonden från 1998 till 2004 och därefter VD för Alecta från 2004 till 2008.
2002 fick Nicolin uppmärksamhet för sitt och Tredje AP-fondens motstånd mot ett föreslaget optionsprogram i Skandia.
Sedan 2009 är han ledamot av Nobelstiftelsens styrelse, och sedan 2011 ledamot av Ingenjörsvetenskapsakademien.
Tomas Nicolin är son till Curt Nicolin.